# Croodarna
Croodarna (originaltitel The Croods) är en animerad långfilm från 2013 i regi av Chris Sanders och Kirk DeMicco.
Vid Oscarsgalan 2014 nominerades Croodarna i kategorin Bästa animerade film.

## Röster
- Nicolas Cage – Grug Crood
- Emma Stone – Eep Crood
- Ryan Reynolds – Guy
- Catherine Keener – Ugga Crood
- Clark Duke – Thunk Crood
- Cloris Leachman – Gran
- Chris Sanders – Belt
- Randy Thom – Sandy Crood

## Svenska röster
- Tommy Nilsson - Grugg
- Frida Sandén - Iip
- Jesper Adefelt - Grabb
- Göran Gillinger - Klump
- Susanne Barklund - Ugga
- Irene Lindh - Mommo
- Anna Gyllenberg - Sanna
- Hasse Jonsson - Remmy